# Não Adianta Chorar (filme)
Não Adianta Chorar é um filme brasileiro de 1945 em preto e branco, produzido pela Atlântida Cinematográfica, no gênero comédia com Oscarito e Grande Otelo e a participação de vários artistas de sucesso na época, com a direção de Watson Macedo, que estreava na companhia.

## Elenco
Nos números musicais o filme trazia cantores como: Linda Batista e sua irmã Dircinha; Emilinha Borba, Silvio Caldas, Ciro Monteiro, Alvarenga e Ranchinho, Namorados da Lua, Orquestra Tabajara, Lúcio Alves, entre outros.
Nas cenas humorísticas que intercalavam os musicais, o elenco trazia Oscarito, Grande Otelo, Mary Gonçalves, Hortência Santos, Restier Júnior, Madame Lou, Humberto Catalano, Ernani Filho, Moacir Ferreira Diniz, Ferreira Maia, Hildefonso Norat, Grace Moema, Watson Macedo, Zbigniew Ziembinski, Moacyr Fenelon, José Carlos Burle, Antônio Spina, Oswaldo Elias, Oswaldo G.Dias, Renato Restier, Russinho e Léo Vilar.